# Guarino de Verona

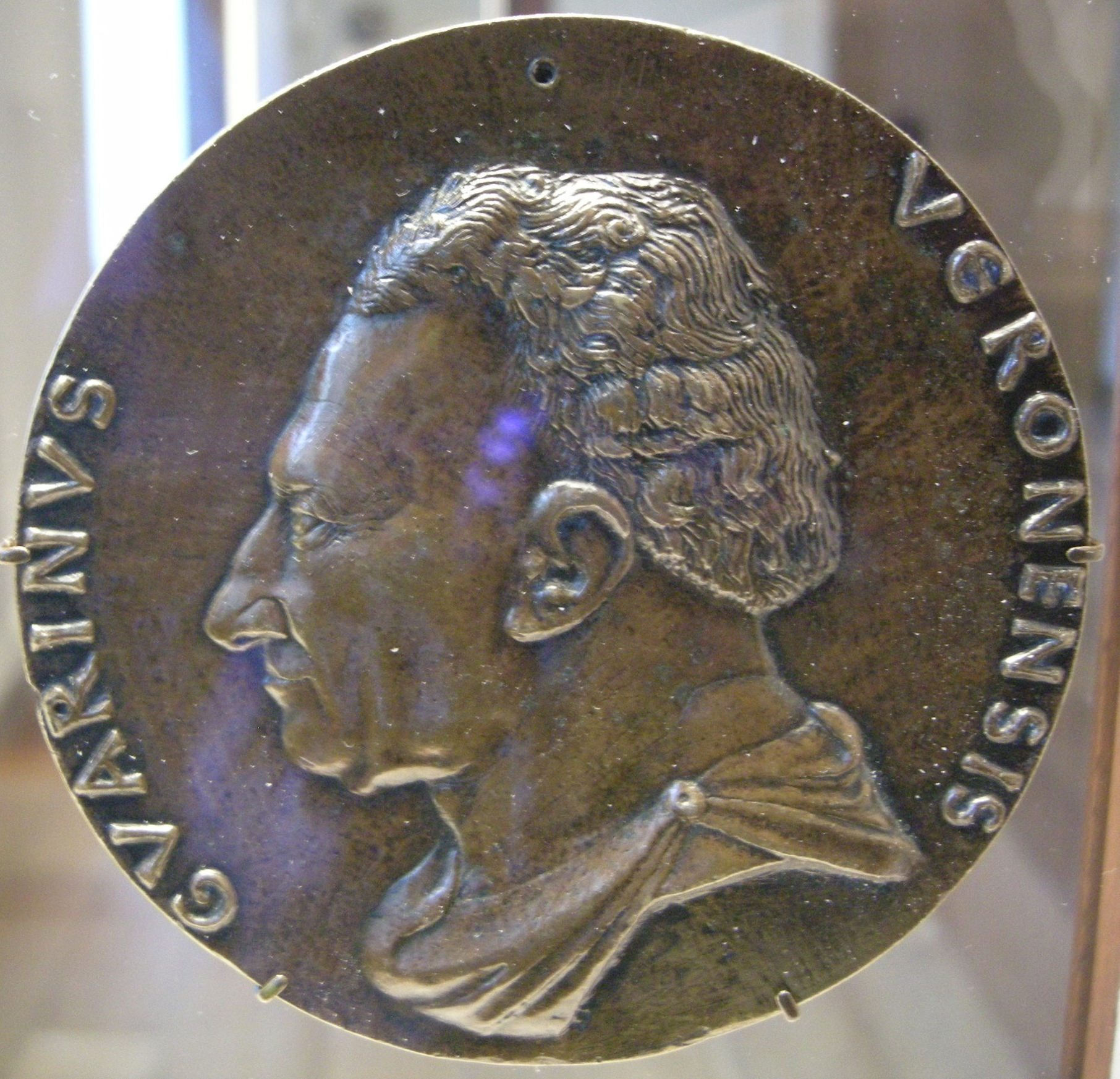
Matteo de' Pasti, medalla de Guarino de Verona, alrededor de 1446

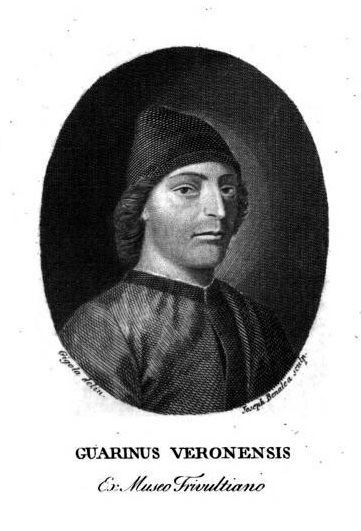
Guarino de Verona

Guarino Veronese o Guarino da Verona o de Verona (Verona, 1374 – Ferrara, 4 de diciembre de 1460) fue un poeta y humanista italiano.
Su verdadero nombre era Varino pero, debido a la corrupción, siempre lo llamaron Guarino, un seudónimo que más tarde, bajo la forma de "Guarini", transmitió a sus descendientes. Se distinguió como "Veronese" o, más raramente, "de Verona". Por lo tanto, fue Guarino Veronese o Guarino da Verona.

## Biografía
Fue iniciado en el estudio de los clásicos latinos por Giovanni Conversini y, al estudiar literatura latina, sintió curiosidad por los autores griegos y decidió comenzar a estudiar su idioma. En ese momento, sin embargo, la enseñanza del griego no estaba muy difundida en Italia y, por lo tanto, la única posibilidad de aprender era ir a aprenderlo en Constantinopla. Esa esperanza tenía, pero de momento subsistió en la última década del siglo XIV abriendo una escuela privada en Verona y ejerciendo también de notario; por entonces se hizo con un códice bastante incompleto y deturpado de las Epístolas de Cicerón. Por fin se presentó la oportunidad y en 1404 se trasladó a la capital bizantina como secretario del embajador Paolo Zane y fue presentado a Manuel Crisoloras, un estimado erudito, quien decidió ser su maestro; el discípulo correspondió con una gran dedicación al estudio y una gran devoción por Crisoloras.

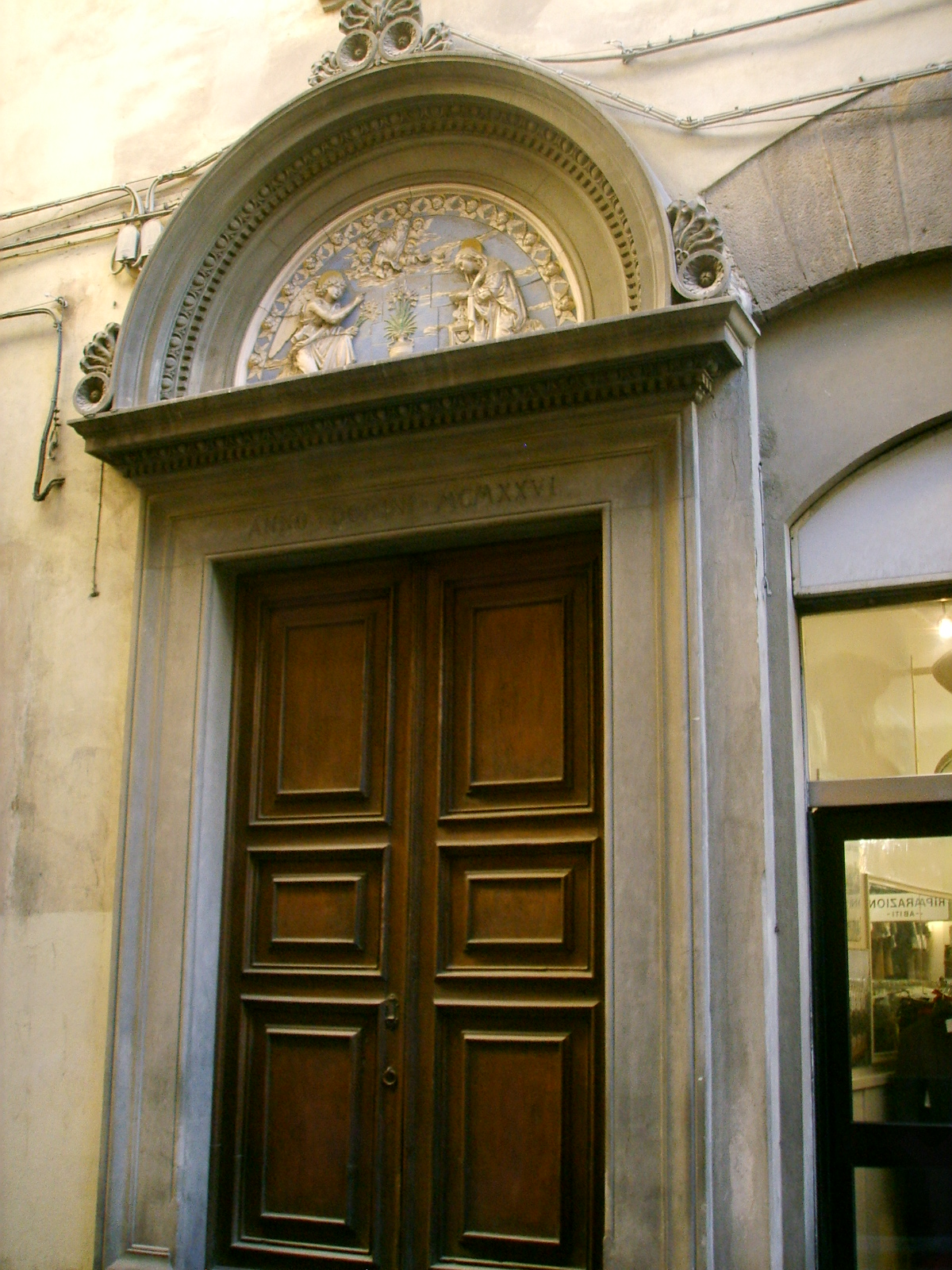
Portal del Studio Fiorentino

En 1408 ya estaba de vuelta con un par de códices, y no los cuarenta que algunos suponen; uno de ellos era un manuscrito con tres comedias de Aristófanes y el otro una copia de la gran enciclopedia bizantina, la Suda, códice que se ha perdido. Traía también la Vida de Alejandro de Plutarco y la Calumnia de Luciano de Samosata. Para entonces Guarino ya había alcanzado una fluidez notable en griego y, por lo tanto, podía enseñar la lengua en Italia. Fue, pues, junto a Giovanni Aurispa y Francesco Filelfo, uno de los primeros italianos en ir a Constantinopla y traer manuscritos griegos a Occidente, aunque no tantos como se ha dicho.
La singularidad de su educación lingüística y literaria le permitió tener éxito en Venecia como profesor privado de griego (entre otros, de Leonardo Giustiniani y Francesco Barbaro) hasta que, de Florencia, le llegó una oferta interesante del escritor y mecenas Niccolo Niccoli: la cátedra de griego en el Studio Fiorentino, que durante tres años había pertenecido a Crisolora y que se hallaba libre porque este se había marchado a Roma; de hecho, fue Crisolora quien señaló a Guarino como la persona más adecuada para reemplazarlo.
Pero en Florencia, Guarino no se encontró en absoluto cómodo:
Allí encontró pronto la admiración y el afecto de todos, y se convirtió en un muy buen amigo los hombres más sabios y más reputados de la ciudad como Leonardo Aretino, Poggio Fiorentino, Palla Strozzi, Ambrogio Camaldolese, por no hablar de muchos otros. Todos los ojos se volvieron hacia él, ya que era el hombre más erudito y virtuoso que estaba entonces en Florencia, y quizá en Italia. Tantas celebridades y tantos aplausos pronto enfriaron la amistad que Niccoli sinceramente había concebido hacia él al principio, quien lamentó haber ayudado a llamarlo a Florencia. Niccoli amaba los buenos estudios, es cierto, amaba la virtud en los demás, pero era por naturaleza soberbio y envidioso y sufría mucho porque las virtudes ajenas ocultaban las suyas.
La calumnia y la humillación de Niccoli obligaron a Guarino a abandonar Florencia, al igual que Manuele Crisolora también se había visto obligado a hacerlo, siempre debido a la intemperancia de Niccoli.
Guarino en 1411 partió de Florencia a Venecia, donde siempre había sido invitado a volver a abrir una escuela de lengua griega, y unos días después de la inauguración, fue literalmente asaltado por los que querían matricularse. Entre ellos, Vittorino da Feltre, a quien Guarino, por el honor de su presencia, decidió enseñar de forma gratuita.
Pero el amor por su ciudad natal fue más fuerte que la fama y los laureles venecianos y en 1420 aceptó la cátedra de lengua y literatura griega en Verona, a pesar de que el salario era de solo 150 escudos. Prácticamente una miseria. Y, sin embargo, no era lo que le importaba a Guarino si rechazaba la rica oferta de Gian Francesco Gonzaga que lo quería en la corte de Mantua como preceptor de sus hijos. Sin embargo en 1429 el Estudio de Verona decidió suprimir la cátedra de Guarino e interrumpir la entrega de su magro salario.
Desde hacía algún tiempo, sin embargo, Guarino estaba en correspondencia con Jacopo Giglioli, primer secretario y hombre de confianza de Nicolás III de Este, que tan pronto como se enteró de la noticia de su despido le llamó a Ferrara para confiarle la educación de Leonello, hijo del Marqués y heredero al trono. Llegó a la ciudad en febrero de 1430 y se albergó con todos los honores en la casa de los Strozzi, exiliados de Florencia y vecinos de Savonarola. En Ferrara se hizo amigo del humanista e historiador Flavio Biondo da Forlì. En 1436 se casó en Verona con su compatriota Taddea Cendrata, de la cual tuvo 13 hijos.
Después de enseñar durante muchos años en la corte de Ferrara, cuando en 1441 Leonello se convirtió en marqués, este se aseguró de que Guarino fuese elegido para la cátedra de elocuencia y de literatura latina y griega en la Universidad de Ferrara con un contrato renovable cada cinco años. En 1451 el contrato expiró y además Leonello murió: era no solo su discípulo, sino también su querido amigo. La ciudad de Verona hizo todo lo posible para volver a tener a Guarino y le volvió a ofrecer su cátedra y 150 ducados, suma que, ante las dudas de Guarino, se elevó a 200. Pero no sirvió de nada: Guarino se quedó en Ferrara y ya no se apartó más de allí. En Ferrara logró instaurar una escuela que visitaron múltiples humanistas y en la que implementó un propio método de enseñanza.
Entre sus numerosos hijos, cabe señalar Battista Guarino, que también fue un humanista y amante de la lengua griega, que fue maestro de Urceo Codro.

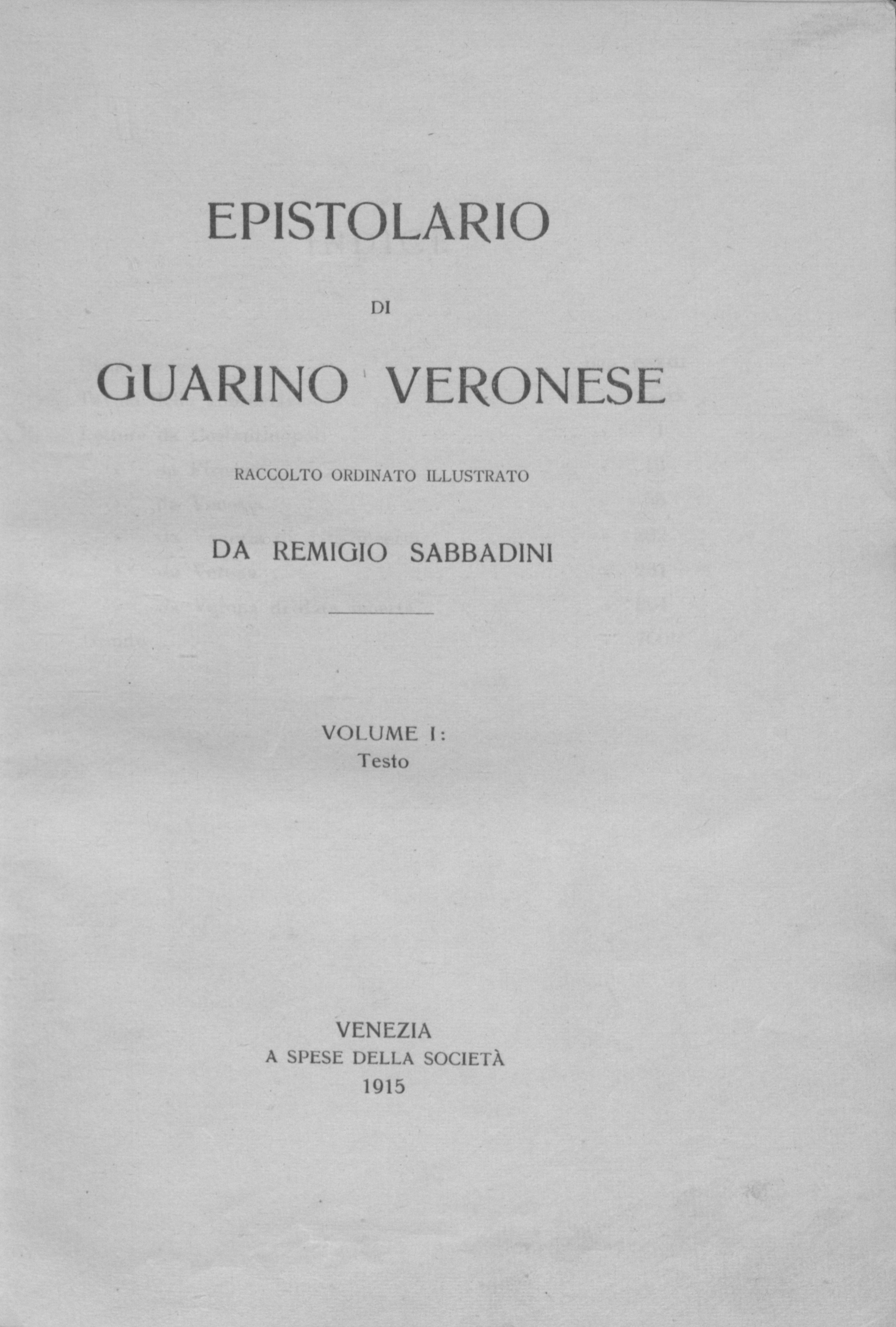
Edición de las obras de 1915

## Obras
- Guarino Veronese, [Opere. Lettere e carteggi]. 1, Miscellanea di storia veneta. Serie 3. 8, Venezia, a spese della Società, 1915.
- Guarino Veronese, [Opere. Lettere e carteggi]. 2, Miscellanea di storia veneta. Serie 3. 11, Venezia, a spese della Società, 1916.